# Mecosaspis dualensis
Mecosaspis dualensis là một loài bọ cánh cứng trong họ Cerambycidae.